# Плосколобый бутылконос
Плосколобый бутылконос (лат. Hyperoodon planifrons) — вид клюворылых инфраотряда китообразных. К 1989 году было известно больше 30 экземпляров этого вида, а в различных музеях хранилось 8 полных скелетов.

## Внешний вид и строение
Этот вид отличается от другого представителя рода бутылконосов — высоколобого бутылконоса — меньшими размерами (длина тела до 7,5 метров), более коротким клювом, а также более низкими лбом и челюстными гребнями.

## Ареал
Плосколобый бутылконос населяет воды вокруг Антарктиды. Северная граница его ареала доходит до Австралии, Новой Зеландии, Аргентины и Южной Африки.